# Italienisches Liederbuch
Unter dem Namen Italienisches Liederbuch vertonte Hugo Wolf 46 volkstümliche italienische Liebesgedichte in der Übertragung von Paul Heyse in zwei Büchern zu 22 bzw. 24 Liedern.
Der erste Teil entstand 1890/91, der zweite 1896 und gehört somit neben der Oper Der Corregidor und den Michelangelo-Liedern zu den letzten Werken des Komponisten.
Der Charakter der Lieder reicht von Lobpreisungen der Verliebtheit und der Schönheit der oder des Angebeteten (z. B. Ihr seid die Allerschönste) über Spott- und Streitgesänge (Hoffärtig seid ihr, schönes Kind, Verschling’ der Abgrund meines Liebsten Hütte) bis zu bitteren Klagen des Liebeskummers und der Verlassenheit (Was soll der Zorn, mein Schatz?). Insgesamt überwiegen sehnsüchtig-melancholische bis schmerzliche Stimmungen, bisweilen mit religiösem Anklang.
Die Lieder sind für hohe Stimme (Sopran oder Tenor) angelegt, werden aber mitunter transponiert auch von mittleren oder tiefen Stimmen wiedergegeben (so etwa von Hermann Prey), wobei sich oft aus dem Inhalt des Gedichtes schließen lässt, ob jeweils eine Frauen- oder Männerstimme ausführen soll, was aber nirgends zwingend festgelegt ist. Selten ist das etwa eineinhalbstündige Werk als Ganzes zu hören, meist werden Auszüge, auch in anderer Reihenfolge, aufgeführt. 
Titel und Originaltonart der Lieder lauten im Einzelnen:
Teil I:
1. Auch kleine Dinge können uns entzücken (A-Dur)
2. Mir ward gesagt, du reisest in die Ferne (G-Dur/D-Dur)
3. Ihr seid die Allerschönste (As-Dur)
4. Gesegnet sei, durch den die Welt entstund (Es-Dur)
5. Selig ihr Blinden (Es-Dur/As-Dur)
6. Wer rief dich denn? (F-Dur)
7. Der Mond hat eine schwere Klag’ erhoben (es-Moll/Ces-Dur)
8. Nun laß uns Frieden schließen (Es-Dur)
9. Daß doch gemalt all’ deine Reize wären (F-Dur)
10. Du denkst, mit einem Fädchen mich zu fangen (B-Dur)
11. Wie lange schon war immer mein Verlangen (f-Moll)
12. Nein, junger Herr! (G-Dur)
13. Hoffärtig seid ihr, schönes Kind (E-Dur/fis-Moll)
14. Geselle, woll’n wir uns in Kutten hüllen (G-Dur)
15. Mein Liebster ist so klein (F-Dur)
16. Ihr jungen Leute (C-Dur)
17. Und willst du deinen Liebsten sterben sehen (As-Dur)
18. Heb’ auf dein blondes Haupt (As-Dur)
19. Wir haben beide lange Zeit geschwiegen (Es-Dur)
20. Mein Liebster singt am Haus (g-Moll)
21. Man sagt mir, deine Mutter woll’ es nicht (a-Moll)
22. Ein Ständchen Euch zu bringen (C-Dur)

Teil II:
1. Was für ein Lied soll dir gesungen werden? (B-Dur)
2. Ich esse nun mein Brot nicht trocken mehr (es-Moll/Es-Dur)
3. Mein Liebster hat zu Tische mich geladen (F-Dur)
4. Ich ließ mir sagen (c-Moll)
5. Schon streckt’ ich aus im Bett die müden Glieder (As-Dur)
6. Du sagst mir, daß ich keine Fürstin sei (Es-Dur)
7. Wohl kenn’ ich Euern Stand (C-Dur)
8. Laß sie nur gehn! (G-Dur/g-Moll)
9. Wie soll ich fröhlich sein? (wechselnd/D-Dur)
10. Was soll der Zorn, mein Schatz? (c-Moll)
11. Sterb’ ich, so hüllt in Blumen meine Glieder (As-Dur)
12. Und steht Ihr früh am Morgen auf vom Bette (E-Dur)
13. Benedeit die sel’ge Mutter (Es-Dur)
14. Wenn du, mein Liebster, steigst zum Himmel auf (Ges-Dur)
15. Wie viele Zeit verlor ich (g-Moll)
16. Wenn du mich mit den Augen streifst (G-Dur)
17. Gesegnet sei das Grün! (A-Dur)
18. O wär’ dein Haus durchsichtig wie ein Glas (a-Moll)
19. Heut’ Nacht erhob ich mich (d-Moll)
20. Nicht länger kann ich singen (a-Moll)
21. Schweig einmal still! (a-Moll)
22. O wüßtest du, wieviel ich deinetwegen (e-Moll)
23. Verschling’ der Abgrund meines Liebsten Hütte (d-Moll)
24. Ich hab’ in Penna einen Liebsten wohnen (F-Dur)